# 국제관계론
국제관계론(國際關係論, 영어: international relations theory) 또는 국제 관계 이론(國際關係理論)은 이론적인 관점에서 본 국제 관계에 대한 연구이다. 국제 관계가 분석될 수 있는 개념적 모형을 제공하는 것을 시도한다. 올레 홀스티는 선글라스 착용자가 오직 이론과 관련된 두드러진 사건들만을 볼 수 있는 것을 묘사하면서 국제 관계에 대해 기술한다. 세 가지 가장 저명한 이론들은 현실주의, 자유주의, 사회구성주의이다.

## 같이 보기
- 간섭주의